# Haredi

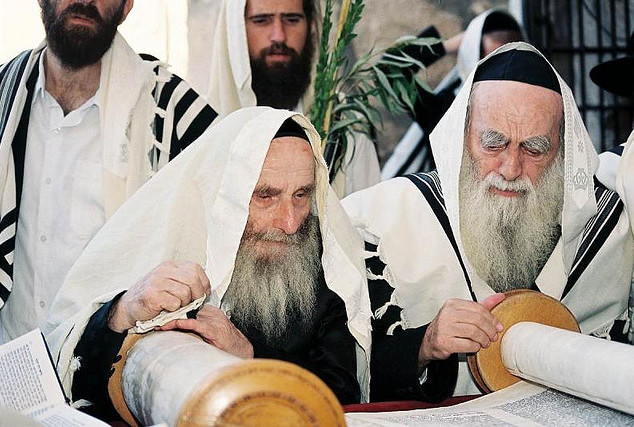
Judeus ultraortodoxos lendo a Torá.

Os Haredi (em hebraico:  יהדות חֲרֵדִית, translit. Yahadut Ḥaredit) ou Haredim (no plural) são grupos dentro do judaísmo ortodoxo que são caracterizados por sua estrita adesão à halakha (lei judaica) e às tradições, em oposição aos valores e práticas modernas. Seus membros são geralmente chamados de "ultra-ortodoxos", no entanto, o termo "ultra-ortodoxo" é considerado pejorativo por muitos de seus adeptos, que preferem termos como "estritamente ortodoxos" ou "haredi". Os judeus Haredi se consideram o grupo de judeus mais religiosamente autêntico, embora outros movimentos do judaísmo discordem.
Em contraste com o judaísmo ortodoxo moderno, os seguidores do judaísmo haredi segregam-se de outras partes da sociedade até certo ponto. No entanto, algumas comunidades Haredi incentivam seus jovens a obter um diploma profissional ou estabelecer um negócio. Além disso, nos EUA, alguns grupos Haredi, como Chabad-Lubavitch, incentivam o alcance de judeus menos observadores e não afiliados e hilonim (judeus israelenses seculares). Assim, relações profissionais e sociais muitas vezes se formam entre judeus Haredi e não-Haredi, bem como entre judeus Haredi e não-judeus, especialmente no caso norte-americano.
As comunidades Haredi são encontradas principalmente em Israel (12,9% da população de Israel), América do Norte e Europa Ocidental. Sua população global estimada é superior a 1,8 milhão e, devido à virtual ausência de casamento inter-religioso e uma alta taxa de natalidade, a população Haredi está crescendo rapidamente. Seus números também foram aumentados desde a década de 1970 por judeus seculares que adotam um estilo de vida Haredi como parte do movimento baal teshuva; no entanto, isso foi compensado por aqueles que estão saindo.
De acordo com dados de um relatório de janeiro de 2023 do Israel Central Bureau of Statistics , os Haredim, com sua atual taxa de crescimento populacional de 4% ao ano, formarão, até ao final da década, 16% de toda a população israelita, incluindo os árabes. As mulheres Haredi juntam-se cada vez mais à força de trabalho, enquanto os números dos homens estagnam; a taxa de pobreza é duas vezes superior à da população em geral, com quase metade a cair abaixo da linha de pobreza.

## Práticas e crenças
Os Haredim representam a forma conservadora ou pietista do fundamentalismo judeu, distinta do fundamentalismo radical de Gush Emunim,  enfatizando a retirada e o desdém pelo mundo secular, e a criação de um mundo alternativo que isola a Torá e a vida que prescreve das influências externas. .
Tal como os fundamentalistas islâmicos, os Haredim vêem-se a si mesmos "empenhados numa guerra santa contra os 'filhos da escuridão secular' ".
Os Haredim não constituem um grupo homogéneo, podendo ser divididos em vários subgrupos, que mantêm as suas características mais gerais: uma fé profunda no Todo-Poderoso, um vestuário específico e bastante reconhecível, uma vida comunitária intensiva dentro das suas zonas geográficas , antissionismo (alguma percentagem dos haredim rejeita a ideia do Estado judaico, que deveria aguardar a chegada do Messias), profundo empenho no estudo das escrituras judaicas, forte ênfase na vida familiar, e um estilo de vida neo-tradicionalista.  As diversas seitas, comunidades e movimentos lutam por poder, autoridade e recursos. Em 2007, Kimmy Caplan afirmou que, atualmente, a comunidade haredi se divide sobretudo entre os haredim asquenazis, (de ascendência europeia ou americana) , e os haredim sefarditas, (de ascendência asiática ou do Norte de África). Esta divisão é marcada por partidos políticos e sistemas educativos próprios, destinados a proteger a divisão étnico-cultural. 
Vários estudiosos e comentadores, incluindo alguns judeus seculares e reformistas, descrevem os Haredim como "fundamentalistas radicais", por vezes mesmo "taliban judaicos". 
Os esforços para se manterem afastados de influências externas são uma característica fundamental dos Haredim. Historicamente, os novos meios de comunicação, como os livros, jornais e revistas e, mais tarde, as cassetes, os CDs e a televisão, eram tratados através da transformação e do controlo do conteúdo ou pela censura total por parte dos líderes rabínicos. Na era digital moderna, a dificuldade em censurar a Internet e, inversamente, a sua importância, resultou numa luta contínua de décadas de compreensão, adaptação e regulamentação por parte da liderança rabínica e dos activistas comunitários.
Estas crenças e práticas isolacionistas podem colocá-los em conflito com as autoridades. Em 2018, uma escola Haredi no Reino Unido foi classificada como "inadequada" pelo Office for Standards in Education, depois de terem sido apresentadas repetidas queixas sobre a censura de manuais escolares e provas de exame que continham menções de homossexualidade, exemplos de mulheres a socializar com homens, imagens que mostravam partes do corpo de mulheres ou informações que contradiziam a sua visão criacionista do mundo. 

## Estilo de vida

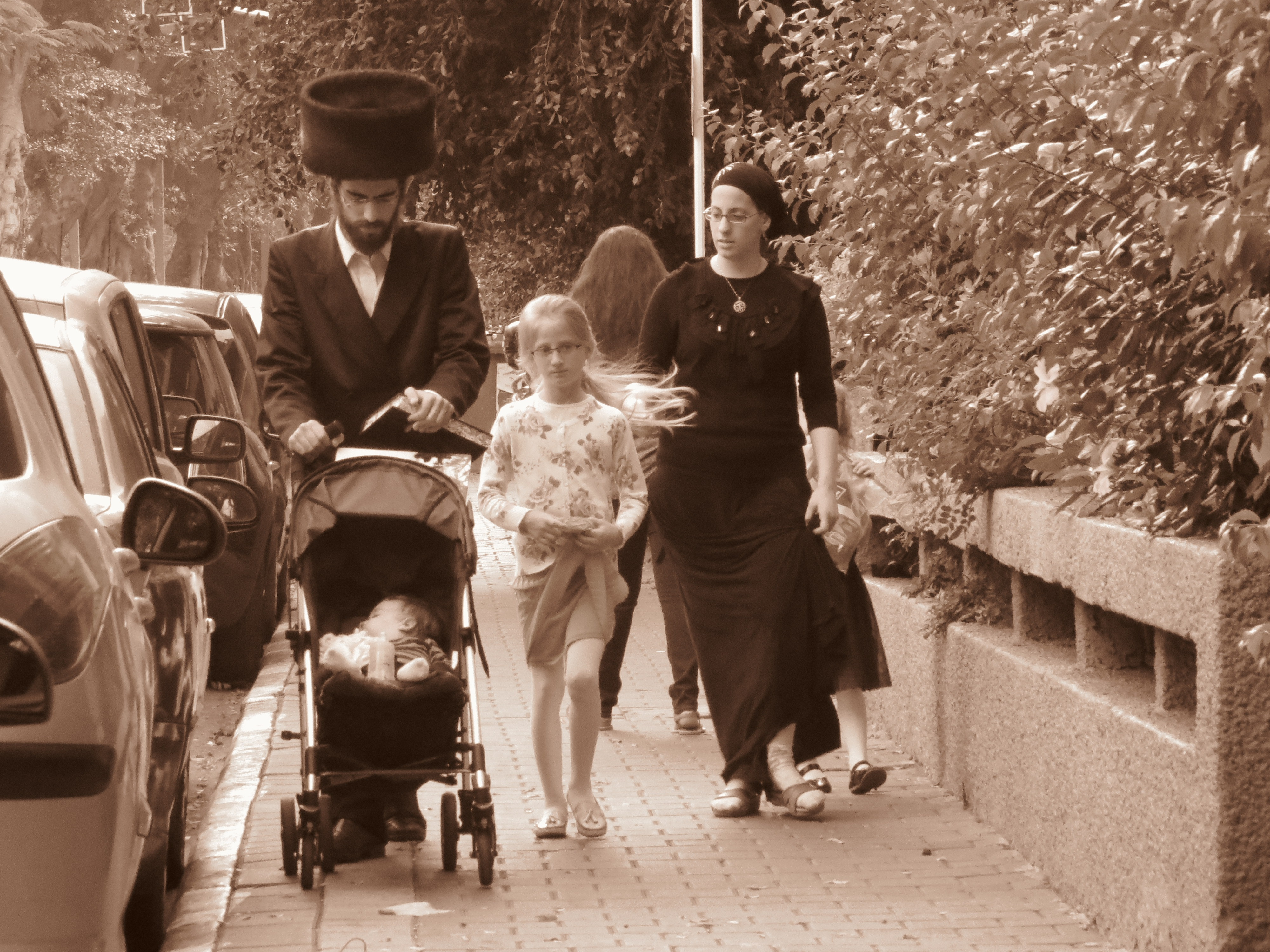
Uma família haredi em Telavive.

A vida Haredi, como a vida judaica ortodoxa em geral, é muito centrada na família e organizada. Meninos e meninas frequentam escolas separadas desde os três anos de idade e seguem para o estudo superior da Torá, numa yeshiva ou seminário, respetivamente, começando entre as idades de 13 e 18 anos. Uma percentagem significativa de jovens rapazes permanece na yeshiva até ao casamento (que é normalmente organizado através de encontros combinados). Após o casamento, muitos homens Haredi continuam os seus estudos da Torá num ''kollel,'' ou seja, um centro de estudos religiosos. A educação na sociedade Haredi não é considerada um direito individual, geral e social, mas sim um dever religioso.

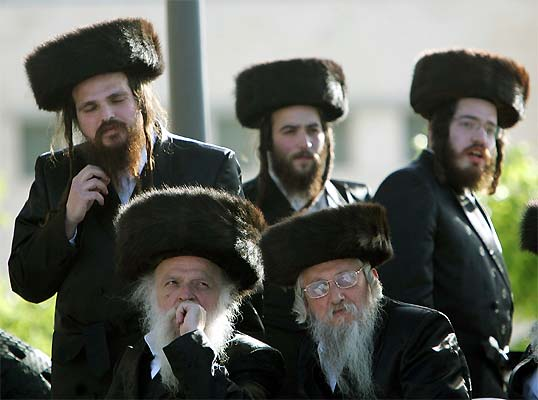
Um grupo de judeus Hasidic, um ramo dos Haredim.

A grande maioria das escolas Haredi são privadas e descentralizadas, financiadas por propinas e donativos, bem como por fundos públicos — até 100% do orçamento da escola — do Estado e das autarquias locais. É suposto estarem sujeitas a controlo, mas o Ministério da Educação judaico não desempenha adequadamente esse papel.
O estudo em instituições seculares é frequentemente desencorajado, embora existam alguns estabelecimentos de ensino para a formação profissional dentro dum quadro Haredi. Nos Estados Unidos e na Europa, a maioria dos homens Haredim está ativa no mercado de trabalho. Segundo dados de 2015 do CBS (Gabinete Central de Estatísticas israelita) em Israel, uma maioria de 56% dos seus membros masculinos trabalha, embora alguns deles façam parte da força de trabalho não oficial. Cerca de 70% das mulheres judias Haredi em Israel trabalham. As famílias Haredim (e as famílias judaicas ortodoxas em geral) são normalmente muito maiores do que as famílias judaicas não ortodoxas, chegando a ter doze ou mais filhos, e como resultado metade delas vive na pobreza. Os jovens haredim são vistos por outros (e por si mesmos até) na sociedade israelita como improdutivos, dependentes em excesso do Estado e do trabalho alheio.
Os judeus haredim opõem-se tipicamente ao visionamento de televisão e filmes, e à leitura de jornais e livros seculares. Tem havido uma forte campanha contra a Internet, e os telemóveis com acesso à Internet sem filtros também foram proibidos por importantes rabinos. A Internet tem sido autorizada para fins comerciais, desde que sejam instalados filtros.

## Vestuário

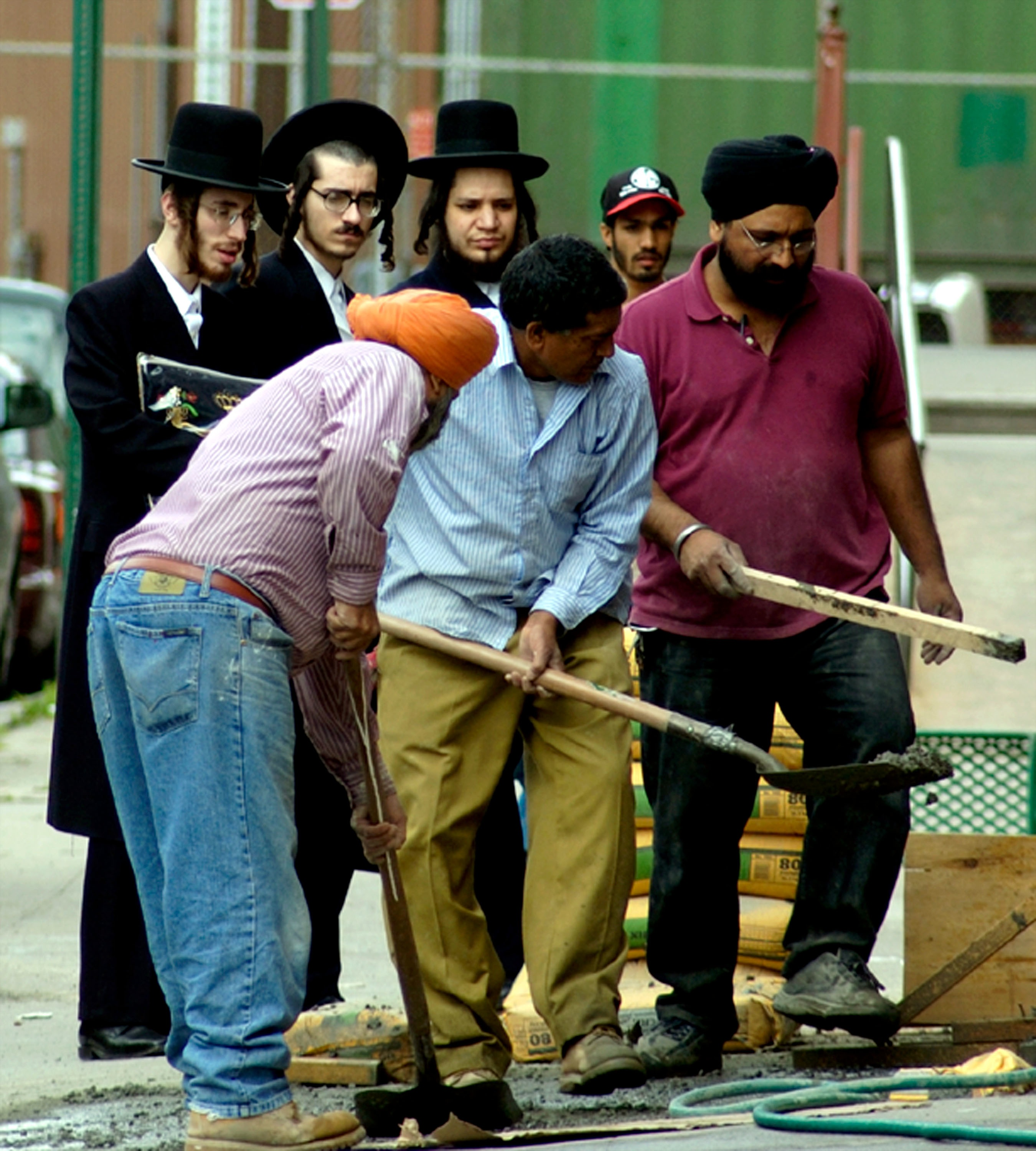
Um grupo de haredim em Nova Iorque observa com curiosidade trabalhadores sikhs. (2005)

Tal como acontece noutras sociedades fundamentalistas puritanas, os haredim consideram o corpo a fonte da "inclinação para o mal". É dedicada uma atenção desproporcionada à pureza ritual e sexual. Ambos os sexos devem vestir-se de forma a não provocar o impulso sexual.O vestuário dos haredim, soturno e informe, é uma parte inseparável da identidade de um homem Haredi, uma espécie de um uniforme que indica a sua pertença.
Os homens usam geralmente barbas compridas e tranças encaracoladas adiante das orelhas, bem como caftans, camisas brancas e chapéus pretos de abas largas; as mulheres usam roupas "modestas" (blusas de mangas compridas, saias longas e nunca calças) que cobrem a maior parte do corpo e, para as casadas, uma cobertura para a cabeça que pode variar de um lenço sobre uma cabeça rapada , ou até uma peruca (há algumas variações consoante as seitas). Qualquer desvio destas e outras regras pode resultar em ostracismo.

## Apartheidde género
O judaísmo Haredi é criticado por instituir políticas e crenças de apartheid de género. As acusações de apartheid de género apontam para a natureza repressiva da sua cultura e a segregação sexual, bem como para a demonização das mulheres como tentação sexual. Imagens públicas de mulheres (anúncios, fotos) são geralmente desfiguradas nas comunidades ultra-ortodoxas. As semelhanças entre os judeus haredim e os sauditas wahabitas são apontadas no Guardian a propósito da abertura em 2006 de um centro comercial em Bnei Brak, sem cafés, sem cinemas, e com o segundo piso reservado em exclusivo para mulheres.

Embora as mulheres costumem sentar-se na parte de trás dos autocarros em alguns locais de Israel, nenhuma lei o impõe. Mas em Dezembro de 2011, quando um ultra-ortodoxo pediu a uma mulher, Tanya Rosenblit, sentada na frente do autocarro, que se dirigisse para o fundo, ela recusou, o que provocou um ajuntamento dos fundamentalistas e a intervenção da polícia. Em relação ao evento, o primeiro-ministro israelense, Benjamin Netanyahu, expressou seu apoio ao espaço público para todos e à unidade dentro da comunidade.

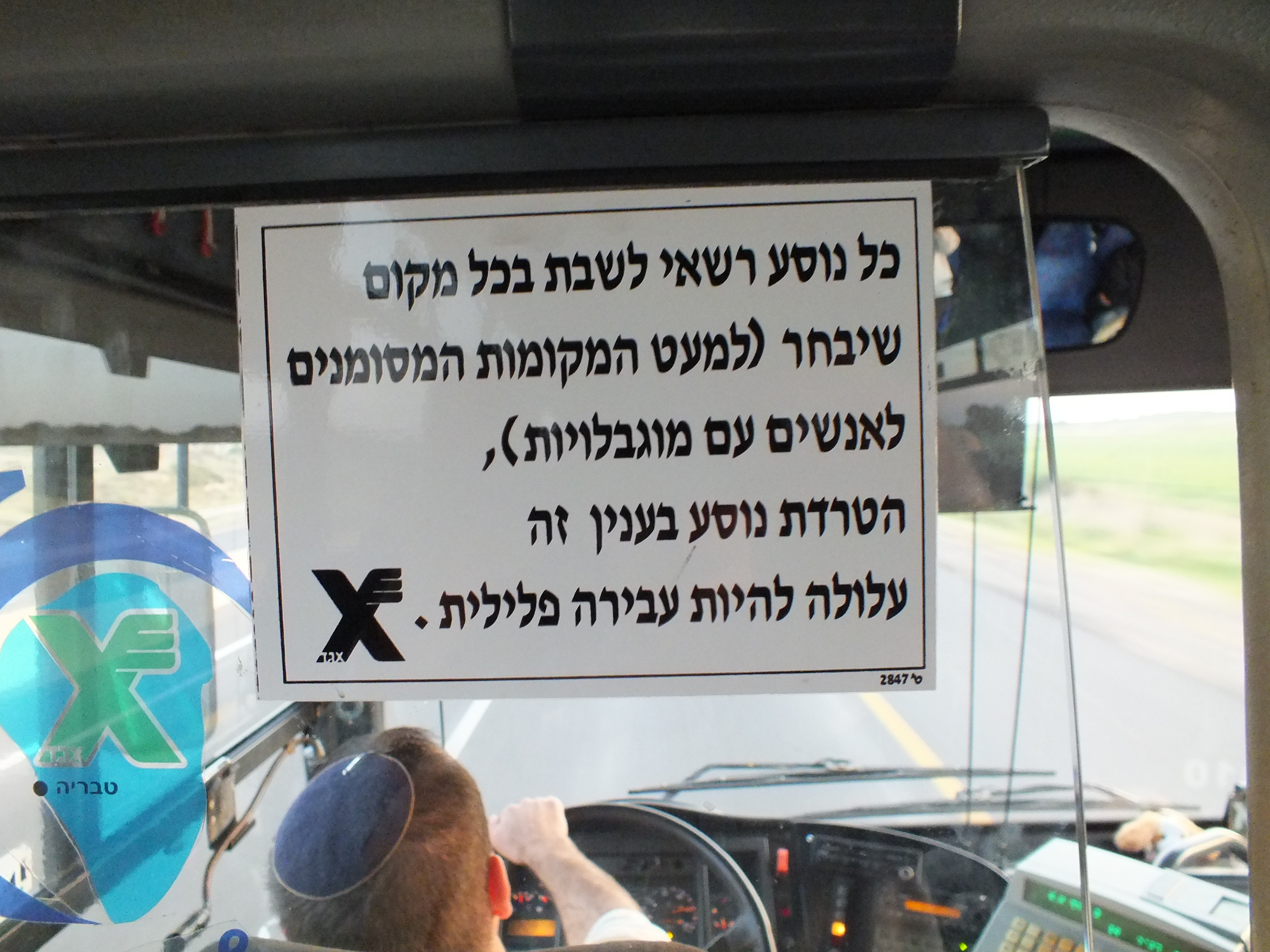
Após vários incidentes, os tribunais obrigaram uma firma de transportes a afixar este aviso aos passageiros dos autocarros: "Cada passageiro pode ocupar o lugar que desejar (excepto os lugares marcados para pessoas deficientes); assediar um passageiro a este respeito pode constituir uma infracção penal".

Também houve relatos de judeus ultra-ortodoxos cuspindo em mulheres, atacando a polícia, equipes de televisão, e transportes públicos e afixando avisos instruindo mulheres a se vestir "modestamente" e não se acercarem das sinagogas.
O papel tradicional reservado às mulheres haredim é o de esposa e mãe. São excluídas das yeshivot, o que limita a sua educação religiosa. Porém, as mulheres são frequentemente o principal ganha-pão das famílias haredim e podem atingir um nível de educação prática e formação profissional que os homens, concentrados na educação religiosa, não conseguem, e que lhes dificulta uma eventual inserção no mercado de trabalho. Contudo, desde os anos 90, apareceram algumas escolas profissionais especificamente dirigidas aos haredim, algumas para mulheres e outras para homens que não podem ou não querem passar anos nos estudos religiosos.
Na semana seguinte aos ataques em Paris, uma foto foi publicada no jornal diário ultraortodoxo israelense HaMevaser, mostrando a marcha de solidariedade de vários chefes de estado do mundo.Todas as líderes femininas, principalmente a chanceler alemã Angela Merkel, tinham sido apagadas digitalmente da foto. Muito embora o HaMevaser seja um "jornal de nicho", o The New Yorker, em 2015, nota que existe uma "luta séria" em Israel pela representação das mulheres na área pública, com a influência dos haredim a fazer diminuir significativamente a igualdade das mulheres. 
A socióloga e feminista Elana Maryles Sztokman escreve que "o que talvez seja mais surpreendente na crescente opressão das mulheres em Israel é a facilidade com que as pessoas e grupos não-ultra-ortodoxos capitulam perante as exigências ultra-ortodoxas de apagar as mulheres dos olhos do público."

## Recusa do serviço militar
Aquando da criação do Estado de Israel em 1948, foi instituído o recrutamento universal para todos os homens judeus fisicamente aptos, e um ano mais tarde também para as mulheres. No entanto, a população haredi em idade militar estava isenta do serviço militar nas Forças de Defesa de Israel (IDF) ao abrigo do acordo Torato Umanuto, que oficialmente concedia uma entrada diferida nas IDF aos estudantes das yeshivas, mas que, na prática, permitia aos jovens Haredim servir durante um período de tempo significativamente reduzido ou evitar completamente o serviço militar. Nessa altura, apenas um pequeno grupo de cerca de 400 indivíduos foi afetado, uma vez que, devido à oposição histórica do judaísmo haredi ao sionismo, a população de haredim era muito reduzida. No entanto, os haredim eram e continuam a ser uma população em rápido crescimento, compreendendo cerca de 6 a 10% da população judaica de Israel em 2008.  Em 2020, o Instituto de Democracia de Israel estimou que os haredim representavam 13% da população total de Israel. Para além do facto de os haredim serem desproporcionadamente mais jovens do que a população em geral, a sua ausência — homens e mulheres — das IDF atrai frequentemente ressentimentos significativos por parte dos israelitas seculares.
O exército israelita não é propício a um estilo de vida haredi. É considerado como um "pântano de promiscuidade patrocinado pelo Estado", devido ao facto de Israel recrutar tanto homens como mulheres, agrupando-os frequentemente em actividades militares. Contudo, desde cerca de 1999, foi criada a Nahal Haredi, uma unidade especial de combate composta por homens haredim, uma opção para aqueles que desejavam juntar-se ao exército mantendo o seu estilo de vida ultra-ortodoxo. A maioria desses recrutas, aproximadamente sessenta homens por ano, são desistentes das yeshiva.

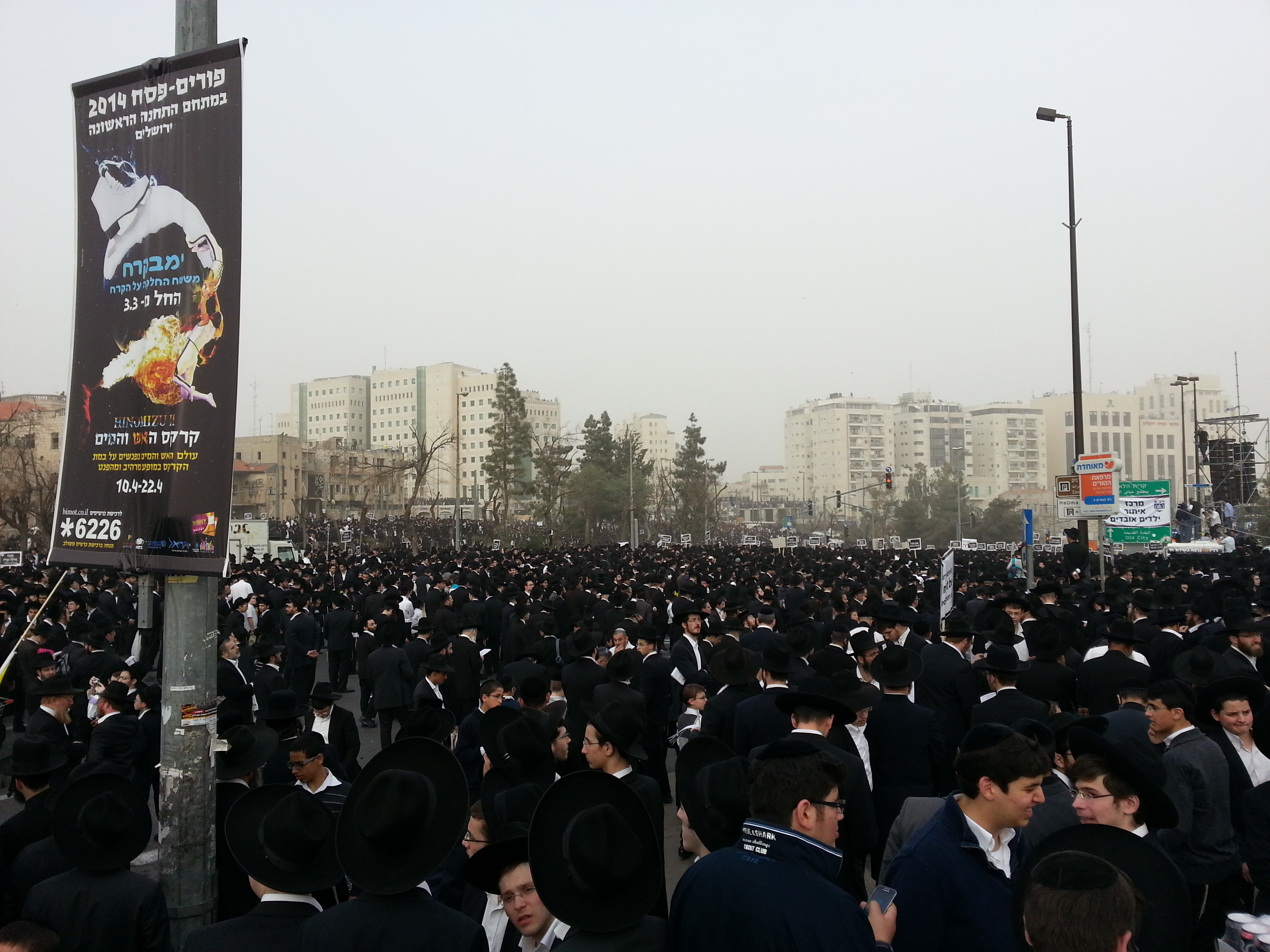
Os protestos haredi contra o recrutamento militar juntaram centenas de milhares de pessoas (Jerusalém, Março de 2004)

Em Março de 2014, o parlamento de Israel aprovou legislação para acabar com as isenções do serviço militar para estudantes haredim. O projeto de lei foi aprovado por 65 votos para um. O número de haredim cumprindo serviço militar tem aumentado constantemente e em Agosto de 2017 era de mais de sete mil, longe ainda das quotas pretendidas. O Ministério das Finanças estava a disponibilizar mais de 47 milhões de euros para a integração de soldados haredim. É dado apoio especial a soldados ultraortodoxos que foram renegados por suas famílias por entrarem no exército, ou que estão sós por outros motivos.
Contudo, em 2023 o exército israelita revelou que entre 2019 e 2021, cerca de apenas mil e duzentos judeus Haredi foram recrutados anualmente, entre os doze mil potenciais candidatos. O IDF não controla se aqueles que se furtam ao serviço militar estudam de fato numa yeshiva.